# Copa del Mundo de Esquí Acrobático
La Copa del Mundo de Esquí Acrobático es una competición por puntos anual que incluye pruebas de esquí acrobático como son: saltos aéreos, baches, medio-tubo, campo a través, slopestyle y big air. Comenzó en la temporada 1979-80.

## Resultados
| Stagione  | Hombres            | Hombres         | Mujeres              | Mujeres        |
| Stagione  | Ganador            | Nacionalidad    | Ganadora             | Nacionalidad   |
| --------- | ------------------ | --------------- | -------------------- | -------------- |
| 1979-80   | Greg Athans        | Canadá          | Stephanie Sloan      | Canadá         |
| 1980-81   | Frank Beddor       | Estados Unidos  | Marie-Claude Asselin | Canadá         |
| 1981-82   | Frank Beddor       | Estados Unidos  | Marie-Claude Asselin | Canadá         |
| 1982-83   | Alain Laroche      | Canadá          | Conny Kissling       | Suiza          |
| 1983-84   | Alain Laroche      | Canadá          | Conny Kissling       | Suiza          |
| 1984-85   | Alain Laroche      | Canadá          | Conny Kissling       | Suiza          |
| 1985-86   | Éric Laboureix     | Francia         | Conny Kissling       | Suiza          |
| 1986-87   | Éric Laboureix     | Francia         | Conny Kissling       | Suiza          |
| 1987-88   | Éric Laboureix     | Francia         | Conny Kissling       | Suiza          |
| 1988-89   | Chris Simboli      | Canadá          | Conny Kissling       | Suiza          |
| 1989-90   | Éric Laboureix     | Francia         | Conny Kissling       | Suiza          |
| 1990-91   | Éric Laboureix     | Francia         | Conny Kissling       | Suiza          |
| 1991-92   | Trace Worthington  | Estados Unidos  | Conny Kissling       | Suiza          |
| 1992-93   | Trace Worthington  | Estados Unidos  | Katherina Kubenk     | Canadá         |
| 1993-94   | Sergej Šuplecov    | Rusia           | Kristean Porter      | Estados Unidos |
| 1994-95   | Jonny Moseley      | Estados Unidos  | Kristean Porter      | Estados Unidos |
| 1995-96   | Jonny Moseley      | Estados Unidos  | Katherina Kubenk     | Canadá         |
| 1996-97   | Darcy Downs        | Canadá          | Elena Batalova       | Rusia          |
| 1997-98   | Fabrice Becker     | Francia         | Nikki Stone          | Estados Unidos |
| 1998-99   | Nicolas Fontaine   | Canadá          | Jacqui Cooper        | Australia      |
| 1999-2000 | Janne Lahtela      | Finlandia       | Jacqui Cooper        | Australia      |
| 2000-01   | Mikko Ronkainen    | Finlandia       | Jacqui Cooper        | Australia      |
| 2001-02   | Eric Bergoust      | Francia         | Kari Traa            | Noruega        |
| 2002-03   | Dmitri Archipow    | Rusia           | Kari Traa            | Noruega        |
| 2003-04   | Steve Omischl      | Canadá          | Kari Traa            | Noruega        |
| 2004-05   | Jeremy Bloom       | Estados Unidos  | Li Nina              | China          |
| 2005-06   | Tomáš Kraus        | República Checa | Ophélie David        | Francia        |
| 2006-07   | Dale Begg-Smith    | Australia       | Jennifer Heil        | Canadá         |
| 2007-08   | Steve Omischl      | Canadá          | Ophélie David        | Francia        |
| 2008-09   | Alexandre Bilodeau | Canadá          | Ophélie David        | Francia        |
| 2009-10   | Anton Kušnir       | Bielorrusia     | Li Nina              | China          |
| 2010-11   | Guilbaut Colas     | Francia         | Hannah Kearney       | Estados Unidos |
| 2011-12   | Mikaël Kingsbury   | Canadá          | Hannah Kearney       | Estados Unidos |
| 2012-13   | Mikaël Kingsbury   | Canadá          | Xu Mengtao           | China          |
| 2013-14   | Mikaël Kingsbury   | Canadá          | Hannah Kearney       | Estados Unidos |
| 2014-15   | Mikaël Kingsbury   | Canadá          | Hannah Kearney       | Estados Unidos |
| 2015-16   | Mikaël Kingsbury   | Canadá          | Devin Logan          | Estados Unidos |
| 2016-17   | Mikaël Kingsbury   | Canadá          | Britteny Cox         | Australia      |
| 2017-18   | Mikaël Kingsbury   | Canadá          | Sandra Näslund       | Suecia         |
| 2018-19   | Mikaël Kingsbury   | Canadá          | Perrine Laffont      | Francia        |
| 2019-20   | Bandera de ?       | Bandera de ?    | Bandera de ?         | Bandera de ?   |